# Isabelle Stengers
Isabelle Stengers (1949) is een Belgische filosofe. Zij is de dochter van de geschiedkundige Jean Stengers.

## Biografie
Stengers studeerde aanvankelijk scheikunde aan de Université libre de Bruxelles. Samen met Nobelprijswinnaar Ilya Prigogine schreef zij het boek Dialoog met de Natuur, waarin geprobeerd wordt filosofische consequenties te trekken uit de irreversibele thermodynamica. Zij geldt inmiddels als een van de meest diepgaande en gevierde experts op het gebied van de wetenschapsfilosofie en werkt als Associate Professor aan de Université Libre van Brussel.
Stengers heeft uitgebreid gepubliceerd over de Anglo-Amerikaanse filosoof Alfred North Whitehead en over Europese filosofen als Michel Serres en Gilbert Simondon.
Behalve met Prigogine heeft zij veel samengewerkt met onder meer Leon Chertok en Bruno Latour.
In 1993 werd zij door de Académie Française onderscheiden met de Grote Prijs voor Filosofie.

#### Met Ilya Prigogine
- La Nouvelle alliance. Métamorphose de la science, Parijs, Gallimard, 1979 (heruitgave van « Folio-Essais » n°26).
- Entre le temps et l’éternité, Parijs, Fayard, 1988 (heruitgave van Flammarion, « Champs » n°262).

#### Met Léon Chertok
- Le cœur et la raison. L’hypnose en question de Lavoisier à Lacan, Parijs, Payot, 1989.
- L’hypnose, blessure narcissique, Parijs, Les Empêcheurs de penser en rond, 1990.
- Mémoires d’un hérétique, met D. Gille, Parijs, La Découverte, 1990.

#### Met Tobie Nathan
- Médecins et sorciers, Parijs, Les Empêcheurs de penser en rond, 1995.
- La damnation de Freud, met L. Houkpatin, Parijs, Les Empêcheurs de penser en rond, 1997.

#### Met Bernadette Bensaude-Vincent
- Histoire de la chimie, Parijs, La Découverte, 1993.
- 100 mots pour commencer à penser les sciences, Parijs, Les Empêcheurs de penser en rond, 2003.

#### Geredigeerde verzamelwerken
- D’une science à l’autre. Des concepts nomades, Parijs, Seuil, 1987.
- Importance de l’hypnose, Parijs, Les Empêcheurs de penser en rond, 1993.
- L’effet Whitehead, Parijs, Vrin, 1994.
- Penser avec Whitehead, Parijs, Le Seuil, « L’ordre philosophique », 2002.

#### Voor- en nawoorden
- Claude de Jonckheere, Agir envers autrui : Modèles d'action dans les professions de l'aide psychosociale, Delachaux et Niestlé, 2001.
- Collectif sans ticket, Le livre-accès, Le Cerisier, 2001.
- Starhawk, Femmes, magie et politique, Parijs, Les Empêcheurs de penser en rond, 2003.
- Anne Querrien, L'école mutuelle, une pédagogie trop efficace?. Parijs, Les Empêcheurs de penser en rond, 2005.
- Didier Debaise, Un empirisme spéculatif. Lecture de Procès et réalité de Whitehead. Parijs, Vrin, 2006.
- Étienne Souriau, Les Différents Modes d'existence. Paris, PUF, 2009. (Le sphinx de l'œuvre, tekst geschreven in samenwerking met Bruno Latour)
- Josep Rafanell i Orra, En finir avec le capitalisme thérapeutique. Soin, politique et communauté. Paris, Les Empêcheurs de penser en rond, 2011
- David Abram, Comment la Terre s'est tue. Paris: La Découverte 2013
- Martin Savransky, The Adventure of Relevance. Basingstoke: Palgrave Macmillan, 2016.
- Kim Hendrickx, Health without Bodies. Health Claims and Scientific Evidence on the European Market. London: Palgrave Macmillan, 2023.

#### Nederlandse vertalingen
- Tussen tijd en eeuwigheid : de nieuwe plaats van de mens in de natuurwetenschap (met Ilya Prigogine), vert. Riet Rutten-Vonk, Amsterdam, Bert Bakker, 1989 - ISBN 9035107888
- Orde uit chaos : de nieuwe dialoog tussen de mens en de natuur (met Ilya Prigogine), vert. Maarten Franssen en Michael Moreau, Amsterdam, Bert Bakker, 1985 - ISBN 9035109597
- Wetenschappelijke en bio-ethische praktijken : reflecties over hun ethische en politieke aspecten, Budel, DAMON, 2003 - ISBN 9055734578